# 쉬톈룽쯔
쉬톈룽쯔(중국어: 徐田龙子, 병음: Xú Tiánlóngzǐ, 1991년 1월 11일 ~ )는 중국의 여성 수영 선수이다. 2008년 베이징 올림픽에 출전해 동메달을 따냈다.